# Le Jugement de Midas

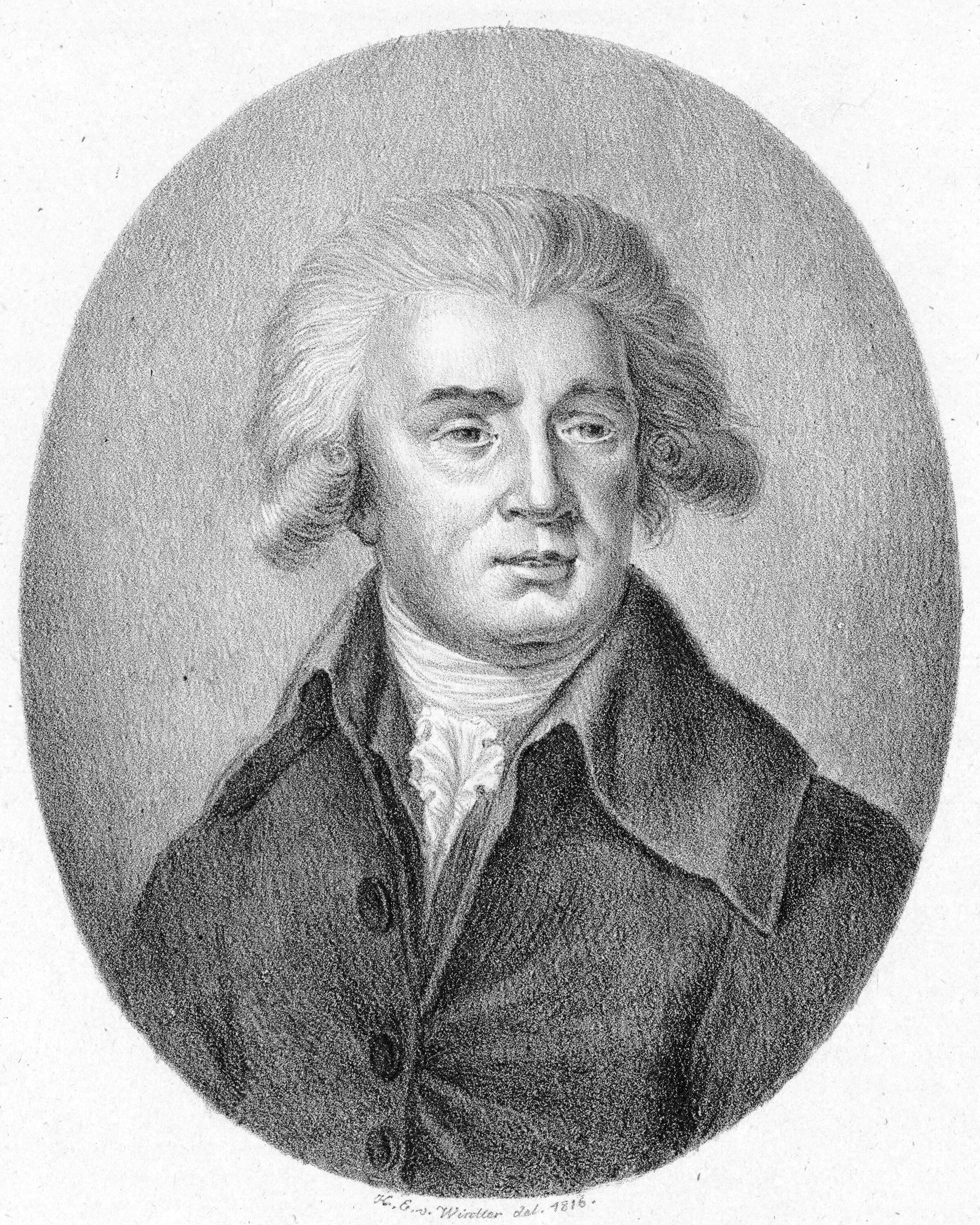
André Grétry.

Le Jugement de Midas (Midas dom) är en opéra comique i tre akter med musik av André Grétry och libretto av Thomas Hales och Louis Anseaume efter pjäsen Midas (1760) av Kane O'Hara.

## Historia
Thomas Hales var en rumlare och äventyrsman som, för att kunna betala sina skulder, skrev två av 1700-talets bästa libretton - Le Jugement de Midas och L'Amant jaloux - åt Grétry. Blandningen av satir och mer varm humor gör Le Jugement de Midas till en svårdefinierad opéra comique. Operan hade premiär vid en privat tillställning den 28 mars 1778 i Madame de Montessons salong i Palais-Royal i Paris. Madam de Montesson sjöng även rollen som Chloé.
Operan hade svensk premiär den 11 januari 1792 i Stora Bollhuset i Stockholm vid ett gästspel av Den Kungliga Franska Truppen.

## Personer
- Apollon (tenor)
- Chloé (sopran)
- Lise (sopran)
- Marsias (haute-contre)
- Midas (tenor)
- Mopsa (sopran)
- Palémon (bas)
- Pan (bas)

## Handling
Apollon kastas ut från Olympen efter att ha spritt skvaller om Jupiter. Han tar anställning hos bonden Palémon som boskapsskötare och förlorar ingen tid med att kurtisera bondens båda döttrar. Flickornas båda uppvaktare är Pan (en skogvaktare som sjunger enkla vaudevillesånger) och Marsias (en herde som sjunger barockopera). Det hela blir till en sångtävling mellan Pan, Marsias och Apollon. Byns domare, Midas, röstar emot Apollon och genast växer åsneöron ut på honom för hans dåliga smak. Apollon tar med sig flickorna upp till Olympen och alla prisar hans (och Grétrys) musik.